# Dælivannet

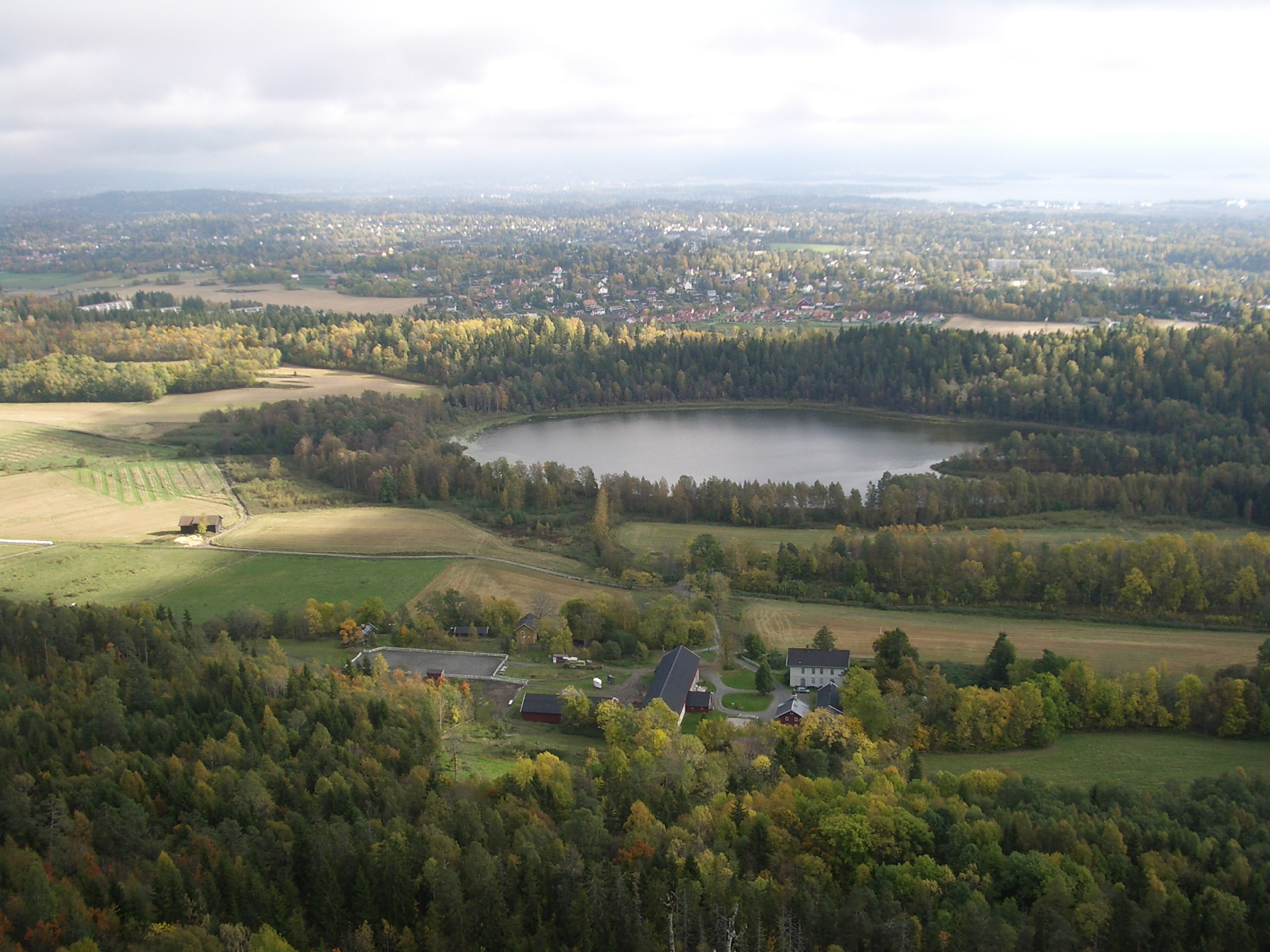
Dælivannet

Dælivannet är en insjö i Bærums kommun, Akershus fylke i Norge. Sjön ligger nära berget Kolsås.
Målningen Seljefløiten av Christian Skredsvig visar en pojke som spelar sälgflöjt vid sydöstra änden av sjön.